# Slavsko
Slavsko (ukrajinsky Славсько, polsky Sławsko; do roku 2023 Slavske) je městys (ukrajinsky selyšče) ve Stryjském rajónu Lvovské oblasti na západní Ukrajině. Slavsko je známé jako populární lyžařské středisko, jedná se o jedno z největších zimních středisek na Ukrajině.

## Geografie
Slavsko se rozkládá v nadmořské výšce 600 m n. m. ve Skolských Beskydech, které jsou součástí Karpat. Nachází se v údolí řek Opir a Slavka na území, které tradičně obývali Bojkové. Město Skole se nachází asi 25 km směrem z kopce horským údolím, zatímco blíže se nacházejí hřebeny Karpat a hranice se Zakarpatskou oblastí. Okolní vrcholy dosahují výše 1200-1400 m n. m. Nejvýznamnější lyžařský areál se nachází na hoře Trosťan.
Nachází se na železniční trati Lvov – Stryj – Čop spojující podkarpatský Užhorod se zbytkem Ukrajiny. Na trati jezdí i vlaky do Moskvy, jedna z linek je například Bratislava – Moskva.

## Historie
První písemná zmínka pochází z roku 1483. Po otevření železnice mezi Stryjí a Mukačevem se Slavsko stalo oblíbenou zastávkou. Historie Slavska jako lázeňského a lyžařského střediska se datuje již do 19. století, kdy patřilo do rakouské Haliče. V této době byly postaveny hotely a v roce 1918, když se stalo součástí druhé Polské republiky, se stalo populární destinací navštěvovanou hlavně turisty ze Lvova. Mezi lety 1919 a 1939 byly ve Slavsku a jeho blízkosti vybudovány vleky a skokanské můstky. Rudá armáda město dobyla 1. října 1944. Městysem je od roku 1961.